# Новаковский, Рихард
Ри́хард Новако́вский (пол. Richard Nowakowski; 27 сентября 1955, Штум) — немецкий боксёр польского происхождения, выступал за сборную ГДР во второй половине 1970-х — первой половине 1980-х годов. Призёр двух летних Олимпийских игр, дважды чемпион Европы, обладатель бронзовой медали чемпионата мира, победитель многих международных турниров и национальных первенств.

## Биография
Рихард Новаковский родился 27 сентября 1955 года в городе Штум, Поморское воеводство. В детстве играл в футбол, мечтал стать известным футболистом, но в конечном счёте сделал выбор в пользу бокса, записавшись в секцию спортивного клуба «Шверин». Попав к знаменитому в будущем тренеру Фрицу Здунеку, сразу же начал показывать хорошие результаты, в 1969, 1971 и 1973 годах легко выиграл молодёжное первенство ГДР по боксу. На взрослом чемпионате ГДР впервые одержал победу в 1974 году, год спустя был вторым, ещё через год вновь взял золото в полулёгком весе. Благодаря череде удачных выступлений удостоился права защищать честь страны на летних Олимпийских играх 1976 года в Монреале, в полуфинале со счётом 5:0 одолел поляка Лешека Коседовского, но во втором раунде решающего финального матча был нокаутирован кубинцем Анхелем Эррерой.
Получив серебряную олимпийскую медаль, Новаковский продолжил активно выходить на ринг, в частности, в 1977 году на соревнованиях в Галле завоевал титул чемпиона Европы. На европейском первенстве 1979 года в Кёльне занял третье место, проиграв на стадии полуфиналов советскому боксёру Виктору Демьяненко (выступал в весовой категории до 60 кг). Оставаясь в числе лидеров сборной, прошёл квалификацию на Олимпийские игры 1980 года в Москву — в полуфинале олимпийского турнира вновь встретился с Демьяненко и снова уступил ему. В 1981 году на чемпионате Европы в Тампере выиграл второе в своём послужном списке золото европейского первенства, тогда как год спустя на чемпионате мира в Мюнхене вынужден был довольствоваться бронзой, в полуфинале проиграл титулованному кубинцу Адольфо Орте.
Начиная с 1983 года у Новаковского начались серьёзные проблемы с властями, поскольку Министерство государственной безопасности заподозрило его в связях с Западной Германией. Его бабушка и некоторые другие родственники проживали в Штутгарте, и во время мюнхенского чемпионата мира он без разрешения начальства встретился с ними — за этот проступок его обвинили в шпионаже, исключили из национальной сборной и лишили дома, обещанного за спортивные достижения. Новаковский долго не мог найти хорошую работу, жил впроголодь и в 1989 году под предлогом посещения дня рожденья бабушки сбежал в ФРГ. Находясь на территории Западной Германии, возобновил карьеру боксёра, одержал победу на чемпионате страны 1989 года, побив в финале Йорга Кестнера, однако из-за своего восточно-германского происхождения не смог пробиться в основной состав сборной и на чемпионат мира в Москву не попал.
В 1993 году, спустя какое-то время после объединения Германии Рихард Новаковский вернулся на родину, поселившись в родном Шверине. Долгое время занимался бизнесом, продавал элитную недвижимость в богатых района города.